# La Harpe enchantée
La Harpe enchantée (en allemand Die Zauberharfe, D 644) est un mélodrame en trois actes du compositeur Franz Schubert sur un texte de Georg von Hofmann. La pièce est jouée pour la première fois le 19 août 1820 au Theater an der Wien.

## Contexte et création
Le texte de cette pièce de chevalerie ou de magie, majoritairement parlé, a disparu, c'est pourquoi l'œuvre ne peut plus être représentée sur scène. L'ouverture, conservée grâce à son double rôle pour la musique de scène Rosamunde (1823), fait encore aujourd'hui partie du répertoire de concert, mais elle a longtemps été considérée à tort comme l'ouverture de Rosamunde, à laquelle Schubert a également ajouté une musique de scène. 
De l'œuvre complète, nous savons seulement que Schubert en compose sept chœurs et un intermède, ainsi que six grands airs mélodramatiques insérés dans l'action. L'œuvre est rarement jouée en concert, la plupart du temps sans les mélodrames, entre lesquels seuls des mots-clés du texte perdu sont notés.
En ajoutant des parties nouvellement composées, Mathias Spohr tente de rendre les mélodrames exécutables (enregistrement par l'Orchestre symphonique de Zürich, 1992).
L'un des chanteurs de la première représentation d'août 1820 fut le ténor et peintre Ferdinand Schimon. 